# Banque et Caisse d’Epargne de l’Etat
Die Banque et Caisse d’Epargne de l’Etat, Luxembourg (frz., abgekürzt BCEE, dt. Staatsbank und Staatssparkasse Luxemburg, lux. Spuerkeess) ist die staatliche Bank und Sparkasse in Luxemburg.
Die Bank wurde per Gesetz vom 21. Februar 1856 durch Wilhelm III. von Oranien-Nassau, König der Niederlande, Großherzog von Luxemburg, respektive Heinrich, Prinz der Niederlande, Statthalter im Großherzogtum, zunächst als Sparcasse (caisse d'épargne) gegründet.
Seit ihrer Gründung ist die Bank im alleinigen Besitz des luxemburgischen Staates. Die satzungsgemäßen Aufgaben der Bank bestehen darin, das Sparen zu fördern, den Zugang zu Wohnraum zu erleichtern und die Entwicklung der nationalen Wirtschaft zu unterstützen.
Heute ist Spuerkeess führend sowohl im Privatkundengeschäft als auch im inländischen KMU-Markt und ist eine universelle und systemische Bank, die weit über die Grenzen des Großherzogtums Luxemburg hinaus anerkannt ist.
Im Jahre 2019 wurde mit 1.840 Mitarbeitern und einer Bilanzsumme von 48 Milliarden Euro ein Nettogewinn von 184 Millionen Euro erwirtschaftet. Die BCEE ist die drittgrößte Bank in Luxemburg und die größte Bank mit inländischem Kapital.
Im Großherzogtum betreibt die BCEE ein Filialnetz mit 72 Geschäftsstellen. Der Hauptsitz der Bank liegt in der Landeshauptstadt.
Im Jahr 1995 eröffnete die Bank in der Schalterhalle ihres ehemaligen Hauptsitzes auf 650 Quadratmetern ein Museum.
Die internationalen Ratingagenturen Standard & Poor’s und Moody’s bewerten Spuerkeess mit AA+ (Standard & Poor’s) und Aa2 (Long Term Deposit Rating, Moody’s).
Die Zeitschrift Global Finance zählt Spuerkeess zu den sichersten Banken der Welt und zeichnet sie seit vielen Jahren mit dem „Safest Bank Award - Luxembourg“ aus.
Im Jahr 2020 kürten die Zeitschriften The Banker und Global Finance Spuerkeess zur „Bank of the Year 2020 - Luxembourg“ bzw. zur „Best Bank 2020 - Luxembourg“.